# Sadik Achmet
Sadik Achmet (en griego: Σαδίκ Αχμέτ, en turco: Sâdık Ahmet, 1 de enero de 1947-24 de julio de 1995) fue un médico y político griego, miembro de la minoría turca en Tracia Occidental. Fue el fundador del Partido de la Amistad, la Igualdad y la Paz en 1991, del que fue su presidente hasta su muerte.

## Primeros años
Achmet nació en el pueblo de Agra, justo al norte de Fillyra. Asistió a la escuela secundaria en Komotini y posteriormente estudió Medicina en la Universidad Aristóteles de Tesalónica.

## Carrera política
Comenzó su corta carrera al ser elegido para el parlamento griego en junio de 1989. Debido a unas declaraciones que dio en que dijo que los miembros de la minoría musulmana en Tracia eran turcos y por haberse autodenominado turco en su panfleto electoral, fue arrestado, y tras un juicio de dos días, el 24 de junio de 1990 un tribunal griego lo declaró culpable de difamación y desinformación y lo condenó a 18 meses de prisión. Al salir de la sala, dijo: 

Me llevan a prisión solo porque soy turco. Si ser turco es un delito, repito aquí que soy turco y lo seguiré siendo.

Su condena se redujo por apelación a 15 meses y finalmente fue liberado después de solo dos, justo a tiempo para presentarse a las elecciones de abril de 1990, donde fue elegido nuevamente para el parlamento griego.
El ascenso político de Ahmet se debió en gran medida a la intervención del gobierno turco, los servicios secretos turcos y el consulado turco en Komotini, que lo consideraban una punta de lanza de sus intereses en Tracia Occidental. Esto se logró mediante diversos medios, incluyendo amenazas y represalias por parte del Estado turco contra candidatos y votantes de minorías rivales en Tracia. Ahmet se consideraba de facto el "Líder de la minoría turca de Tracia Occidental". Sin embargo, para el momento de su muerte, se creía que había perdido el respaldo de las instituciones turcas debido a su comportamiento errático, incluyendo un incidente polémico en el que insultó públicamente al cónsul turco en Komotini.

## Muerte
Perdió la vida en un polémico accidente de tránsito cuando su coche chocó contra un tractor a las afueras de la aldea de Sostis. Su esposa Işık y sus dos hijos sobrevivieron, aunque quedaron gravemente heridos. Muchos políticos turcos afirmaron que su muerte fue un asesinato orquestado y no un accidente. El profesor Vemund Aarbakke, uno de los principales expertos mundiales en Tracia Occidental, escribe:

En círculos nacionalistas turcos, se habla habitualmente de un accidente sospechoso (şüpheli/şaibeli). También he oído a cristianos expresar la opinión de que fue "eliminado" (τον έφαγαν). Esto es totalmente erróneo. No discuto que tuviera muchos enemigos y hubiera recibido amenazas de muerte en varias ocasiones. Sin embargo, el accidente se debió a una combinación de circunstancias desafortunadas. Sadık regresaba tarde de una ceremonia de circuncisión cuando un tractor se incrustó en la carretera en un lugar con poca visibilidad. Sadık conducía a alta velocidad y no pudo frenar a tiempo. Otro factor fue que conducía el coche más pequeño de su esposa. Si se hubieran llevado su Mercedes, el accidente probablemente no habría sido fatal.

Sus colegas y simpatizantes también aceptaron que su muerte fue un trágico accidente, al igual que el cónsul turco de entonces.
Sadık Ahmet había apelado ante la Comisión Europea de los Derechos Humanos para revocar su condena de prisión de 1990. La Comisión determinó que su condena había violado el derecho a la libertad de expresión del Convención Europea de los Derechos Humanos y remitió el caso al Tribunal Europeo de Derechos Humanos en abril de 1995.
Tras su fallecimiento, su viuda e hijos continuaron el proceso. El Tribunal Europeo de Derechos Humanos desestimó el caso al final de la audiencia en noviembre de 1996, al determinar que «Sadık Ahmet no había agotado todos los recursos legales internos», es decir, que no había argumentado ante los tribunales griegos que su caso constituía una violación de la libertad de expresión.

## Legado

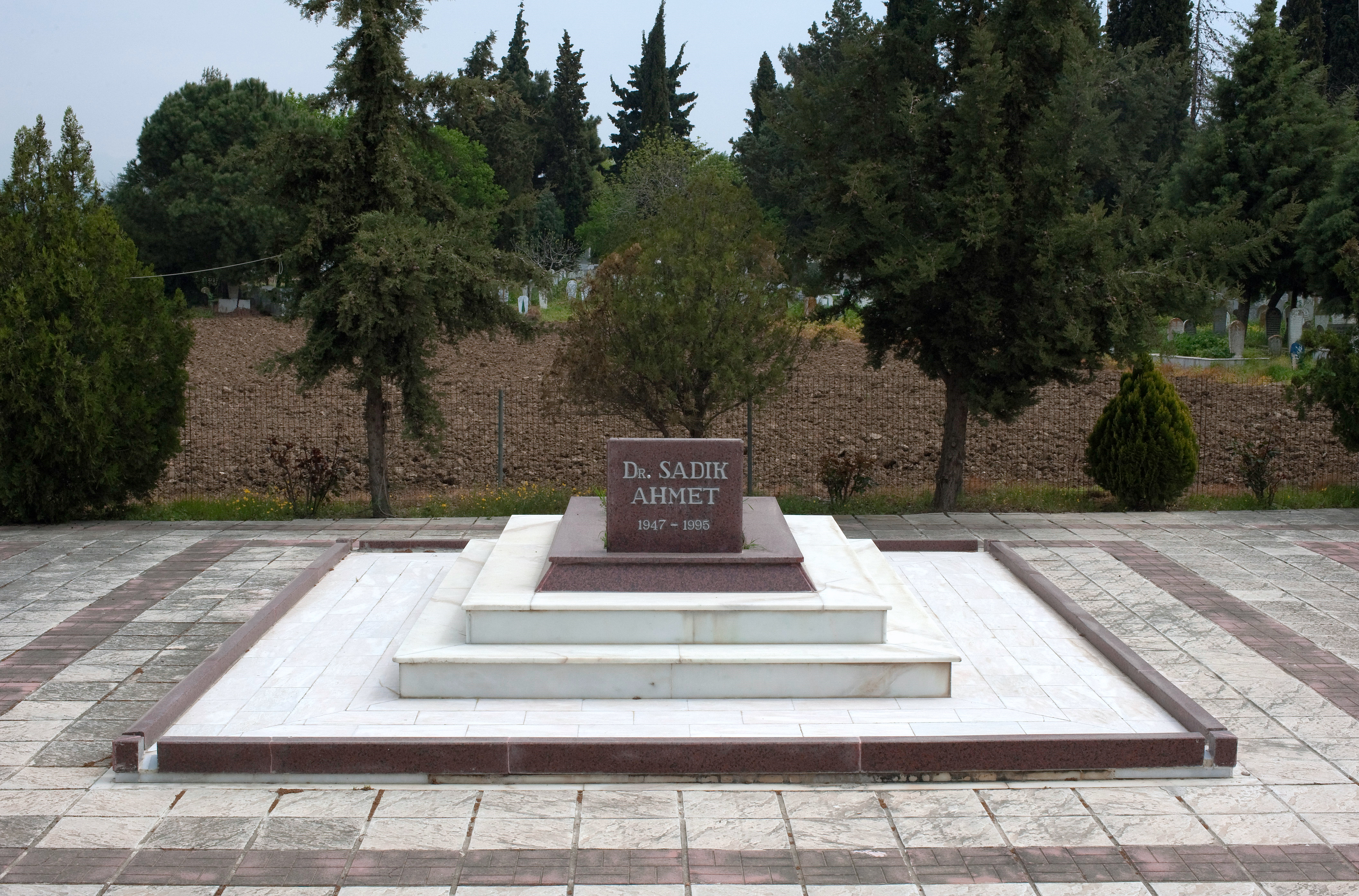
Achmet se encuentra enterrado en el cementerio de Komotini en la Periferia de Macedonia Oriental y Tracia en Grecia.

Numerosos puentes, carreteras, parques, escuelas, hospitales y estadios en Turquía han recibido su nombre. Cabe destacar que la avenida frente a la Catedral patriarcal de San Jorge lleva el nombre de Achmet, al igual que la avenida frente al Ministerio de Asuntos Exteriores en Ankara. Su legado entre la minoría musulmana de Tracia Occidental es más heterogéneo, y muchos miembros destacados de la comunidad lo describen como «codicioso, insensible, sin escrúpulos e incompetente».